# Miguel José de Azanza
 (mars 2024).
Miguel José de Azanza, duc de Santa Fe (20 décembre 1746 à Aoiz, Navarre, Espagne - 20 juin 1826 à Bordeaux, France) est un homme politique et diplomate espagnol, puis vice-roi de Nouvelle-Espagne du 31 mai 1798 au 10 avril 1800.

## Origines et carrière militaire
Azanza est né en Navarre. Il étudie à Sigüenza et Pampelune. Il arrive en Amérique à 17 ans, en compagnie de son oncle José Martín de Alegría, administrateur de la trésorerie royale de Veracruz. Il devient secrétaire du visitador (inspecteur), José de Gálvez, avec lui il parcourt la Nouvelle-Espagne, apprenant beaucoup sur ses problèmes. Apparemment Gálvez le fait arrêter à Sonora pour avoir divulgué ses (celles de Gálvez) intentions. Néanmoins, Gálvez continue à confier diverses missions importantes à Azanza.
En 1771, il devient cadet au régiment d'infanterie Lombard en Espagne. En 1774, il est à La Havane en tant que secrétaire du Marquis de la Torre, capitaine général de Cuba. Avec Torre, il prend part au siège de Gibraltar (1781).

## Carrières diplomatique et politique
Il quitte la carrière militaire pour la diplomatie. Entre 1784 et 1786, il est secrétaire de l'ambassade d'Espagne à Saint-Pétersbourg puis chargé d'affaires à Berlin. En 1788, il est Corregidor (magistrat représentant du Roi dans une ville) de Salamanque, puis l'année suivante intendant de l'armée à Valencia.
En 1793, il est ministre de la guerre durant le mandat du premier Ministre Manuel Godoy. Il est à ce poste pendant trois ans, lors de la guerre avec la France.

## Vice-roi de Nouvelle-Espagne

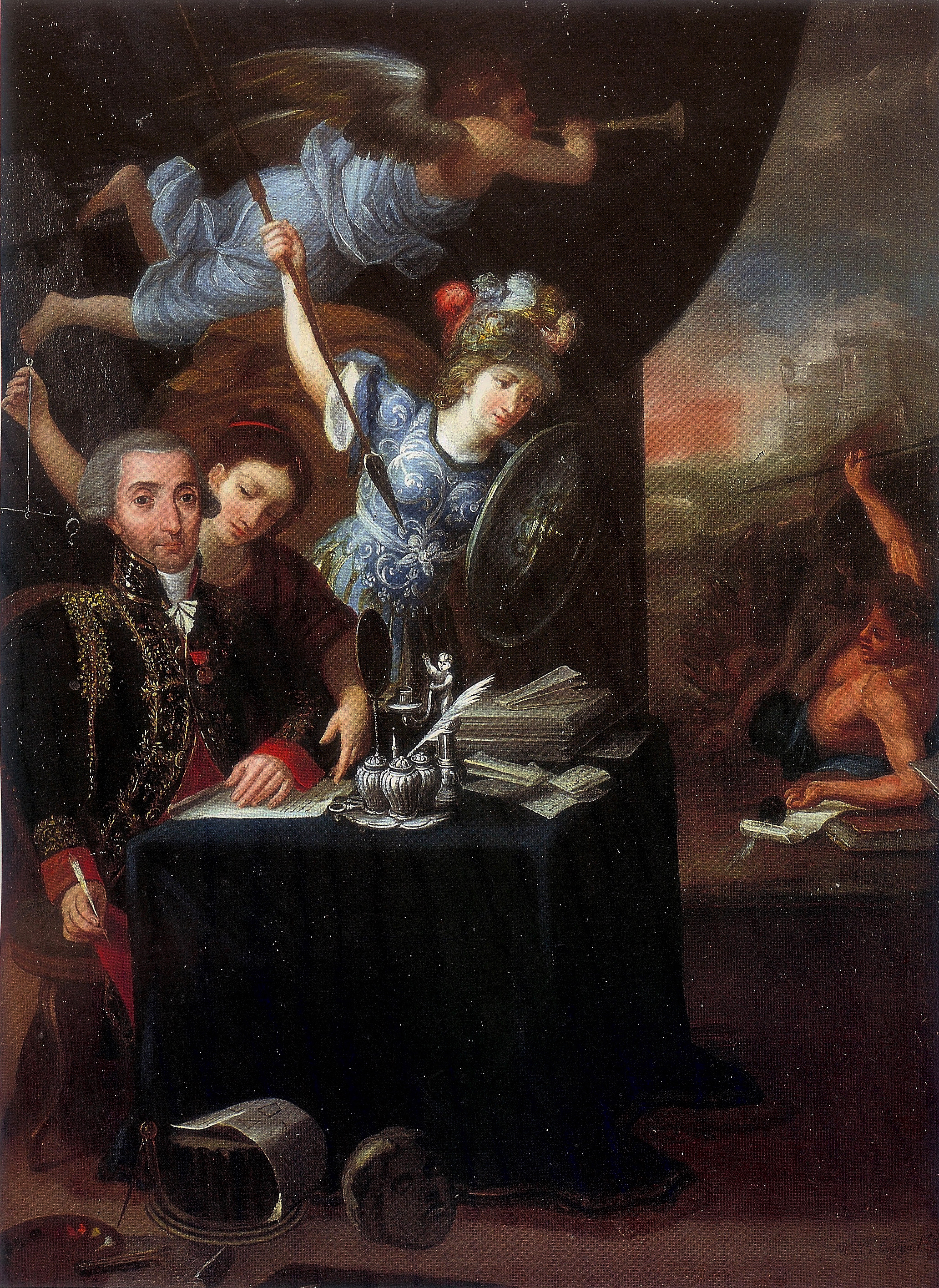
Allégorie du vice-roi Azanza.

Le 19 octobre 1796, Azanza est nommé Vice-roi de Nouvelle-Espagne. Beaucoup pensent qu'il s'agit d'une forme d'exil. On sait Godoy désireux de se débarrasser d'Azanza à cause de ses critiques. Azanza prend possession de sa charge de Vice-roi en 1798, à Orizaba. Le départ de Miguel de la Grúa Talamanca y Branciforte, vu comme un être immoral et un voleur, est salué par la population.
Grúa avait stationné des troupes considérables à Xalapa, ce qui était une lourde charge pour la trésorerie de la colonie et l'absence des hommes de leur foyer laissait les champs à l'abandon. Azanza licencie graduellement ces troupes à partir du 15 mai 1799. Il renvoie les régiments de milices provinciales chez elles. Grâce à ces économies, il fortifie le port de San Blas et l'équipe de canons.
Il prend des mesures pour protéger les côtes des britanniques. Il stationne des troupes à Buenavista, près de Veracruz et installe une escadre de 18 canonnières à Veracruz.
On rapporte des affrontements avec les Lipans et d'autres peuples amérindiens de l'intérieur. À cause des difficultés du commerce maritime, le nombre de fabriques de coton diminue durant son mandat.
Afin d'accroître la population de Californie, le Vice-roi Azanza ordonne que les enfants des orphelinats y soient envoyés (17 mai 1799). L'année suivante il fait également établir une colonie de peuplement, sur les rives d'un lac salé, qui sera nommé Candelaria de Azanza (Nuevo León).
Le 8 mars 1800, un violent tremblement de terre qui dure quatre minutes est ressenti à Mexico. Il sera nommé par la suite le Temblor de San Juan de Dios. Quelques maisons s'effondrent, mais on ne rapporte aucune victime.
Azanza fait peu pour l'amélioration de la capitale ou de la colonie elle-même. À la fin de leurs contrats, la plupart des instructeurs allemands des mines rentrent dans leur pays. L'un de ceux qui resteront est Luis Lidner, qui occupe la chaire de chimie et métallurgie au Collège Royal des Mines.

## La conspiration desmachetes
En 1799 une conspiration est éventée. Pedro de la Portilla, un Créole employé des services de la perception réunit une vingtaine de jeunes dans l'allée des Gachupines à Mexico. On y discute de la position des créoles par rapport aux Peninsulares. (Les créoles sont des Européens nés dans les colonies et les Peninsulares sont des colons nés en Europe. Gachupines devint une insulte à l'égard des Peninsulares.) Ceux qui sont présents à cette réunion s'entendent pour prendre les armes et chasser les Gachupines du pays. À cette fin ils rassemblent un grand nombre de vieilles machettes. Comme il s'agit pratiquement de leurs seules armes, cette conspiration est connue sous le nom de Conspiration des machetes.
Les conspirateurs ont l'intention de libérer des prisonniers et avec eux de prendre le Vice-roi en otage, de déclarer l'indépendance du Mexique et de déclarer la guerre à l'Espagne. Ils ont rassemblé 1 000 pesos d'argent, deux pistolets et 50 machetes pour lancer un soulèvement populaire sous le patronage de Notre Dame de Guadalupe.
À la seconde réunion, Isidoro Francisco de Aguirre, un cousin de Portilla, s'alarme de ces préparatifs et prévient les autorités, le 10 novembre 1799. Azanza les fait arrêter mais fait taire les motifs de leur conspiration afin de ne pas agiter la population. Tous les conspirateurs sont arrêtés, ils passeront de nombreuses années en prison. Le procès est long et ne parvient pas à un verdict. Certains d'entre eux mourront en prison, Portilla, lui, verra l'indépendance du Mexique.
Bien qu'il ne s'agisse pas d'une menace sérieuse pour la domination espagnole, il s'agit bien des prémices indiquant l'état d'esprit de la colonie influencée par les récentes Révolution américaine et Révolution française.

## Fin de carrière et exil
Après avoir remis le gouvernement à son successeur, Félix Berenguer de Marquina, en 1800, à Villa de Guadalupe, Azanza rentre en Espagne. En 1808, il est ministre des finances du Roi Ferdinand VII et membre de la junta qui gouverne en l'absence du Roi.
Peu après, il fait allégeance à Napoléon à Bayonne. Joseph Bonaparte le fait duc de Santa Fe. Franc-maçon, il devient Grand commandeur de la Grande loge nationale pour toutes les Espagnes, créée par ce dernier. Après la défaite de la France, il est contraint à l'exil. Il est condamné à mort par contumace en Espagne et ses propriétés confisquées. Il meurt à Bordeaux, dans l'indigence, en 1826.